# Macey (Aube)
Macey és un municipi francès situat al departament de l'Aube i a la regió del Gran Est. L'any 2007 tenia 858 habitants.

## Demografia

### Població
El 2007 la població de fet de Macey era de 858 persones. Hi havia 316 famílies de les quals 32 eren unipersonals (12 homes vivint sols i 20 dones vivint soles), 136 parelles sense fills i 148 parelles amb fills.
La població ha evolucionat segons el següent gràfic:
Habitants censats

### Habitatges
El 2007 hi havia 342 habitatges, 319 eren l'habitatge principal de la família, 9 eren segones residències i 14 estaven desocupats. 340 eren cases i 2 eren apartaments. Dels 319 habitatges principals, 296 estaven ocupats pels seus propietaris, 18 estaven llogats i ocupats pels llogaters i 5 estaven cedits a títol gratuït; 1 tenia una cambra, 37 en tenien tres, 84 en tenien quatre i 197 en tenien cinc o més. 281 habitatges disposaven pel capbaix d'una plaça de pàrquing. A 92 habitatges hi havia un automòbil i a 220 n'hi havia dos o més.

### Piràmide de població
La piràmide de població per edats i sexe el 2009 era:
| Homes | Edats   | Dones |
| ----- | ------- | ----- |
| 0     | 95 o +  | 0     |
| 0     | 90 a 94 | 4     |
| 4     | 85 a 89 | 4     |
| 4     | 80 a 84 | 4     |
| 4     | 75 a 79 | 12    |
| 8     | 70 a 74 | 20    |
| 12    | 65 a 69 | 4     |
| 12    | 60 a 64 | 12    |
| 8     | 55 a 59 | 16    |
| 32    | 50 a 54 | 40    |
| 48    | 45 a 49 | 48    |
| 52    | 40 a 44 | 32    |
| 24    | 35 a 39 | 12    |
| 24    | 30 a 34 | 40    |
| 4     | 25 a 29 | 4     |
| 28    | 20 a 24 | 28    |
| 45    | 15 a 19 | 20    |
| 56    | 10 a 14 | 12    |
| 28    | 5 a 9   | 20    |
| 16    | 0 a 4   | 12    |

## Economia
El 2007 la població en edat de treballar era de 605 persones, 463 eren actives i 142 eren inactives. De les 463 persones actives 444 estaven ocupades (239 homes i 205 dones) i 19 estaven aturades (8 homes i 11 dones). De les 142 persones inactives 74 estaven jubilades, 42 estaven estudiant i 26 estaven classificades com a «altres inactius».

### Ingressos
El 2009 a Macey hi havia 326 unitats fiscals que integraven 893 persones, la mediana anual d'ingressos fiscals per persona era de 22.895 €.

### Activitats econòmiques
Dels 31 establiments que hi havia el 2007, 1 era d'una empresa de fabricació d'altres productes industrials, 7 d'empreses de construcció, 4 d'empreses de comerç i reparació d'automòbils, 1 d'una empresa de transport, 5 d'empreses financeres, 2 d'empreses immobiliàries, 7 d'empreses de serveis, 1 d'una entitat de l'administració pública i 3 d'empreses classificades com a «altres activitats de serveis».
Dels 3 establiments de servei als particulars que hi havia el 2009, 2 eren lampisteries i 1 electricista.
L'únic establiment comercial que hi havia el 2009 era una botiga de roba.
L'any 2000 a Macey hi havia 14 explotacions agrícoles que ocupaven un total de 1.552 hectàrees.

## Equipaments sanitaris i escolars
El 2009 hi havia una escola elemental integrada dins d'un grup escolar amb les comunes properes formant una escola dispersa.

## Poblacions més properes
El següent diagrama mostra les poblacions més properes.